# 沃爾克灣
62°38′S 60°42′W / 62.633°S 60.700°W

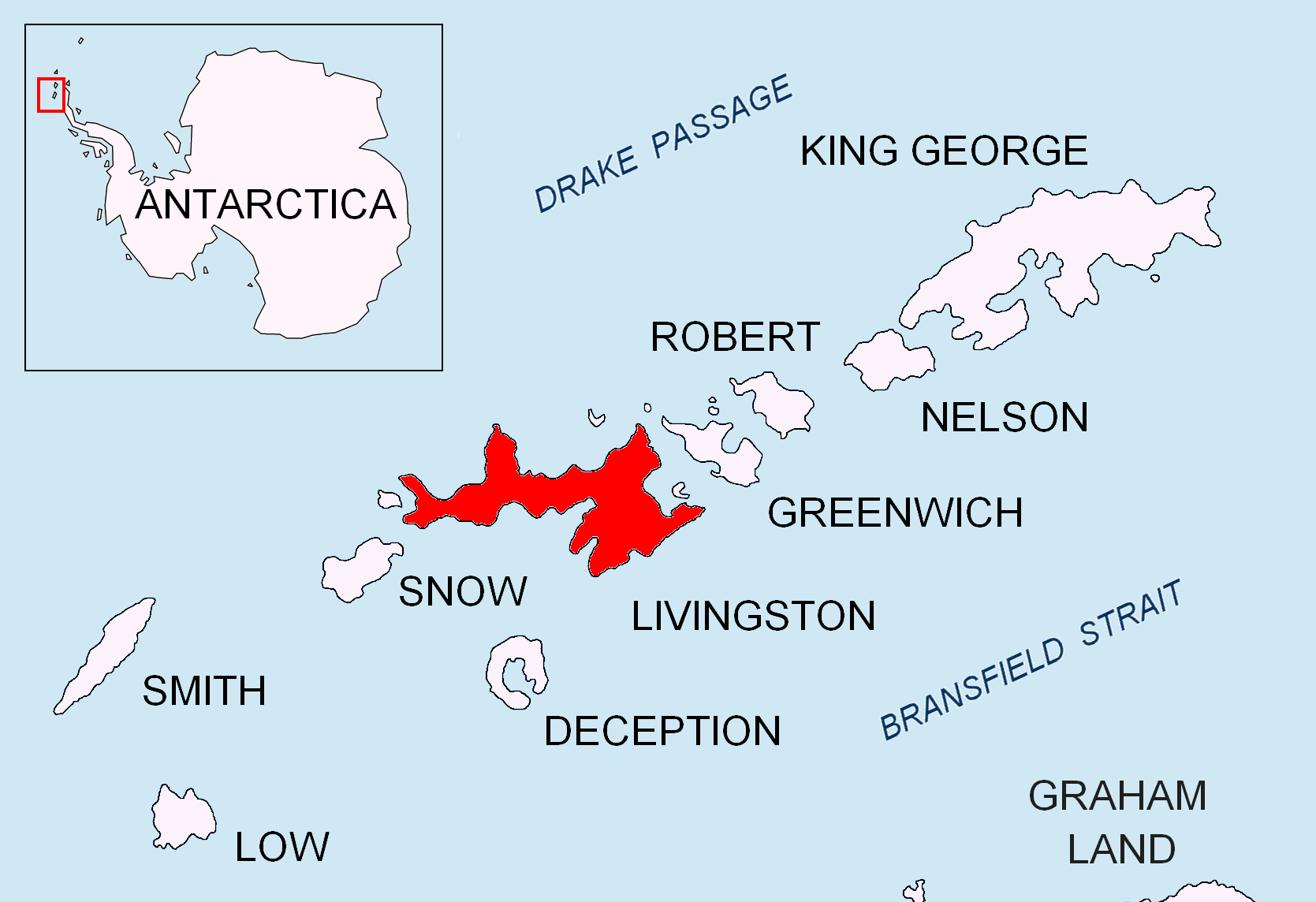

沃爾克灣是南極洲的海灣，位於南設得蘭群島的利文斯頓島南岸，該海灣以海豹獵船船長命名，現時由南極條約體系管理。

## 外部連結
- SCAR Composite Antarctic Gazetteer（页面存档备份，存于）.